# Маданг Фокс
Футбольний клуб «Маданг Фокс» або просто ФК «Маданг Фокс» (англ. Madang Fox Football Club) — напівпрофесіональний футбольний клуб з міста Маданг з Папуа Нової Гвінеї.

## Історія
Раніше був відомий під назвою «Маданг Флаїнг Фокс», в дебютному розіграші напівпрофесійної Національної Соккер Ліги 2006 року клуб завершив на 4-му місці, а в наступному, сезоні 2007/08 років, фінішував 7-им. В сезоні 2009/10 року «Маданг Фокс» посів передостаннє 8-ме місце., наступного року — знову передостаннє, але тепер 6-те місце. В 2015 році команда посідає 4-те місце за підсумками регулярної частини національного чемпіонату, а в плей-оф за перемогу чемпіонату команда дійшла до фіналу, де поступилася «Лае Сіті Двеллерз» з рахунком 1:4, а в наступному сезоні показує свій найкращий в історії результат в регулярних частинах національного чемпіонату та здобуває бронзові нагороди.

## Досягнення
- Національна Соккер Ліга ПНГ:
  -  Срібний призер (1): 2015
  -  Бронзовий призер (1): 2015/16